# Pallacanestro Cantù 1994-1995
Questa voce raccoglie le informazioni riguardanti la Pallacanestro Cantù nelle competizioni ufficiali della stagione 1994-1995.

## Stagione
La stagione 1994-1995 della Pallacanestro Cantù sponsorizzata Polti, è la 3ª nel secondo livello del campionato italiano di pallacanestro, la Serie A2.
La dirigenza canturina si preparò ad affrontare la nuova stagione, che vedeva per la prima volta la famiglia Allevi costretta ad iniziare il campionato in A2, con l'obbiettivo di riportare la squadra nella massima serie. Per guidare la squadra venne chiamato l'allenatore Giancarlo Sacco mentre Bruno Arrigoni tornò al suo ruolo di assistente. Tuttavia la squadra doveva essere ricostruita anche se si poté contare su punti fermi come Beppe Bosa, Alberto Rossini e Angelo Gilardi. Come giocatore straniero venne scelto l'esperto J.J. Anderson, infatti nel secondo livello del campionato si poteva ingaggiare un solo giocatore straniero e per Cantù non fu affatto semplice passare da due a solo uno.
L'esordio in campionato avvenne contro l'Aresium dell'ex Fabrizio Frates e contro quella compagine i canturini iniziarono male la stagione. Nonostante ciò arrivarono poi un paio di vittorie di fila e proprio dopo la terza giornata, l'8 ottobre, venne annunciato l'ingresso in società di Franco Polti che acquistò una parte delle quote. Da questo momento la Pallacanestro Cantù si lanciò in vetta al campionato grazie anche alle prestazioni del giovane Eros Buratti, ma a sei giornate dal termine erano quattro le formazioni a contendersi il primato. Per la Polti Cantù arrivarono solo quattro vittorie e la conseguente terza posizione confermata anche durante la fase a "orologio". Nei playoffs il primo ostacolo dei canturini fu Napoli contro i quali bisognò arrivare a gara-5 per superarli e così accedere alla finale contro la Blu Club Arese. La saga contro la formazione di Fabrizio Frates iniziò il 13 maggio. In gara-1 al PalaLido vinsero i padroni di casa mentre in gara-2 al Pianella i milanesi vennero asfaltati e nuovo appuntamento a Milano. In gara-3 i canturini vennero trascinati alla vittoria da Eros Buratti e conseguente match point in casa. Gara-4 vide sempre avanti l'Aresium ma a cinque minuti dalla fine Cantù riuscì a rientrare. A undici secondi dal termine, sotto di un punto, J.J. Anderson ebbe i due liberi della promozione ma ne mise a segno solo uno e al supplementare Arese volò subito via e così tutto rimandato a gara-5. Quella partita fu combattutissima e pochi secondi dalla fine Alberto Rossini realizzò un tiro da tre punti che inchiodò il punteggio sul 58 pari, ma poco prima della sirena arrivò la tripla di Claudio Capone che costrinse la Pallacanestro Cantù ad un altro anno di "purgatorio". La stagione, così, si concluse come era iniziata con una sconfitta contro Arese e senza raggiungere l'obiettivo della promozione.

## Roster
|    | Naz.                   | Ruolo | Sportivo           |  |  |  | Note |
| -- | ---------------------- | ----- | ------------------ |  |  |  | ---- |
| 8  | Italia (bandiera)      | AG    | Beppe Bosa         |  |  |  |      |
| 9  | Italia (bandiera)      | P     | Alberto Rossini    |  |  |  |      |
| 10 | Italia (bandiera)      | P     | Eros Buratti       |  |  |  |      |
| 15 | Italia (bandiera)      | C     | Angelo Gilardi     |  |  |  |      |
|    | Stati Uniti (bandiera) | A     | J.J. Anderson      |  |  |  |      |
|    | Italia (bandiera)      | C     | Marco Baldi        |  |  |  |      |
|    | Italia (bandiera)      | A     | Davide Cristelli   |  |  |  |      |
|    | Italia (bandiera)      |       | Marco Fantaccini   |  |  |  |      |
|    | Italia (bandiera)      |       | Stefano Mantica    |  |  |  |      |
|    | Italia (bandiera)      |       | Marco Molteni      |  |  |  |      |
|    | Italia (bandiera)      |       | Simone Moscatelli  |  |  |  |      |
|    | Italia (bandiera)      | G     | Marco Sambugaro    |  |  |  |      |
|    | Italia (bandiera)      | A     | Alessandro Zorzolo |  |  |  |      |
|    | Italia (bandiera)      | ALL   | Giancarlo Sacco    |  |  |  |      |

## Mercato

### Sessione estiva
| Acquisti | Acquisti           | Acquisti            | Acquisti   |
| R.       | Nome               | da                  | Modalità   |
| -------- | ------------------ | ------------------- | ---------- |
| ALL      | Giancarlo Sacco    | Trapani Shark       | definitivo |
| A        | J.J. Anderson      | Amici Pall. Udinese | definitivo |
| C        | Marco Baldi        | Viola R. Calabria   | definitivo |
| G        | Marco Sambugaro    | Aresium             | definitivo |
| P        | Eros Buratti       | Basket Cervia       | definitivo |
| A        | Alessandro Zorzolo |                     | definitivo |

| Cessioni | Cessioni        | Cessioni      | Cessioni       |
| R.       | Nome            | a             | Modalità       |
| -------- | --------------- | ------------- | -------------- |
| AC       | Fausto Bargna   | Pall. Trieste | fine contratto |
| GA       | Michael Curry   | Girona        | fine contratto |
| AG       | Alberto Tonut   | Pall. Trieste | fine contratto |
| PG       | Piero Montecchi |               | fine contratto |
| AG       | Pietro Bianchi  |               | fine contratto |

### Dopo l'inizio della stagione
| Acquisti | Acquisti         | Acquisti   | Acquisti         | Acquisti   |
| R.       | Nome             | da         | Data             | Modalità   |
| -------- | ---------------- | ---------- | ---------------- | ---------- |
|          | Marco Fantaccini | Free agent | 11 dicembre 1994 | definitivo |

| Cessioni | Cessioni | Cessioni | Cessioni | Cessioni |
| R.       | Nome     | a        | Data     | Modalità |
| -------- | -------- | -------- | -------- | -------- |